# Darko Bodul
Darko Bodul (* 11. Jänner 1989 in Sarajevo, SFR Jugoslawien, heute Bosnien und Herzegowina) ist ein ehemaliger österreichischer Fußballspieler kroatischer Herkunft.

## Karriere

### Verein
Bodul begann seine Karriere bei Jugendteams in Österreich. Über die Stationen Fortuna Wien und First Vienna FC gelangte er 2004 in die Niederlande zum SC Heerenveen. Nach vier Jahren wurde der Stürmer dort in das Jugendinternat von Ajax Amsterdam transferiert. Im Winter 2008/09 wurde er von Trainer Marco van Basten in den Profikader des Vereins beordert. Am 8. Februar 2009 kam er zu seinem Profidebüt gegen Vitesse Arnheim. Im April 2009 verlängerte Bodul seinen Vertrag um zwei Jahre. Vom Juli 2011 bis Jänner 2013 stand er beim SK Sturm Graz unter Vertrag. Im Winter 2013 wechselte er nach Dänemark zu Odense BK, Anfang Februar 2015 zurück nach Österreich zum SCR Altach. Im Juli 2015 wechselte er zum schottischen Erstligisten Dundee United, bei dem er einen Zweijahresvertrag unterschrieb. Bereits nach einer Saison wurde der Vertrag aufgelöst.
Daraufhin wechselte er zur Saison 2016/17 nach Russland zu Amkar Perm. Nach der Saison 2017/18 wurde Amkar Perm aufgelöst, woraufhin er im Juli 2018 zum Erstligaaufsteiger FK Jenissei Krasnojarsk wechselte. Im Februar 2019 wechselte er nach Belarus zum FK Schachzjor Salihorsk, bei dem er einen bis Dezember 2020 laufenden Vertrag erhielt. Nach 42 Einsätzen für Salihorsk in der Wyschejschaja Liha verließ er den Verein nach seinem Vertragsende.
Daraufhin wechselte er im Februar 2021 in die Türkei zum Zweitligisten Ankaraspor. Bis Saisonende kam er zu neun Einsätzen für den Hauptstadtklub in der TFF 1. Lig, aus der er mit Ankaraspor zu Saisonende allerdings abstieg. Daraufhin verließ er den Verein wieder. Zur Saison 2021/22 wechselte er nach Bosnien und Herzegowina, wo Bodul geboren wurde, zum FK Sarajevo. Für Sarajevo kam er zu 23 Einsätzen in der Premijer Liga, in denen er drei Tore erzielte. Nach der Saison 2021/22 verließ er den Verein wieder.
Im August 2022 wechselte Bodul dann zum Ligakonkurrenten FK Igman Konjic. Für Igman absolvierte er 44 Partien, ehe er den Verein im Jänner 2024 verließ. Anschließend wechselte er nach Italien zum Viertligisten FBC Gravina. Für Gravina spielte er dreimal in der Serie D. Zur Saison 2024/25 kehrte er nach Österreich zurück und wechselte zur fünftklassigen TSU Obergänserndorf. Dort beendete er im Sommer 2025 seine Laufbahn als aktiver Spieler.

### Nationalmannschaft
Bodul spielte mit kroatisch-österreichischer Doppelstaatsbürgerschaft siebenmal als kroatischer Juniorennationalspieler. Später legte er seine kroatische Staatsbürgerschaft ab.

## Persönliches
Sein Bruder Dragan (* 1975) war ebenfalls Fußballspieler.